# ریو سایتو (بازیکن فوتبال، زاده ۱۹۹۹)
ریو سایتو (ژاپنی: 齋藤 遼؛ زادهٔ ۱۵ اوت ۱۹۹۹) یک بازیکن فوتبال اهل ژاپن است.
از باشگاه‌هایی که در آن بازی کرده‌است می‌توان به باشگاه فوتبال سرزو اوساکا اشاره کرد.